# Jere Karalahti
Jere Juhani Karalahti (* 25. März 1975 in Helsinki) ist ein ehemaliger finnischer Eishockeyspieler, der während seiner aktiven Karriere zwischen 1993 und 2016 unter anderem für die Los Angeles Kings und Nashville Predators in der National Hockey League sowie die Hamburg Freezers in der Deutschen Eishockey Liga gespielt hat.

## Karriere
Karalahti begann seine Karriere bei HIFK Helsinki in der finnischen SM-liiga und wurde bereits mit 18 Jahren Stammspieler im Kader des finnischen Renommierklubs. Während dieser Zeit wurde der Verteidiger im NHL Entry Draft 1993 in der sechsten Runde als 146. von den Los Angeles Kings ausgewählt, spielte allerdings noch bis 1999 für den HIFK. In diesem Jahr spielte der Rechtsschütze zudem erstmals für die finnische Nationalmannschaft, mit der er im gleichen Jahr an der Weltmeisterschaft teilnahm und am Ende Silber gewann. Die Karriere des Finnen wurde jedoch immer wieder durch seine Undiszipliniertheit behindert, wie zum Beispiel 1996, als Karalahti ins Gefängnis musste, nachdem er von der Polizei wegen des Besitzes verschiedener illegaler Drogen verhaftet wurde. Dennoch wechselte der Abwehrspieler im Sommer 1999 in die NHL zu den Los Angeles Kings. Nachdem er in seinem ersten Jahr zunächst überwiegend im Farmteam der Kings im Einsatz war, gelang ihm 2000 der Durchbruch, als er endgültig für die Kings lizenziert wurde.

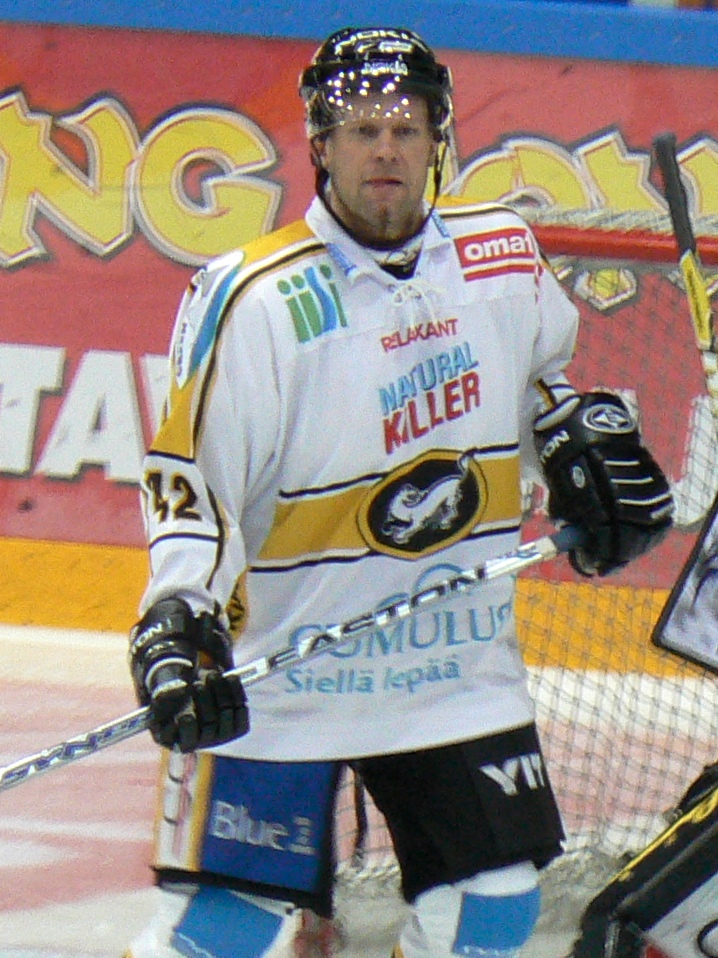
Jere Karalahti Im Trikot von Kärpät Oulu

Zur Mitte der Spielzeit 2001/02 wechselte Karalahti zum Ligakonkurrenten Nashville Predators, bei denen er allerdings nur noch 15 Spiele absolvierte. 2002 wurde bekannt, dass der Verteidiger Alkohol und andere Drogen in größeren Mengen konsumiert haben sollte, was den Ausschluss aus der Nationalmannschaft sowie eine Suspendierung durch die National Hockey League, die ihn noch im selben Jahr für knapp drei Monate sperrte, zur Folge hatte. Zur Saison 2003/04 wechselte der Finne zurück in die SM-liiga zum HIFK. Nur drei Jahre später wurde Jere Karalahti jedoch auch von seinem Heimatverein suspendiert und spielte danach beim Ligakonkurrenten Kärpät Oulu. Am 6. Dezember 2007 wurde der Abwehrspieler wegen Drogenverkaufs verhaftet und am 20. März 2008 in Espoo zu einer Bewährungsstrafe von 20 Monaten sowie zu einer Geldstrafe von 10.000 Euro verurteilt.
Am 24. Juli 2008 nahm das DEL-Team Hamburg Freezers Karalahti für die Saison 2008/09 unter Vertrag, was zum Teil heftige Kritik der örtlichen Presse sowie einiger Fachzeitschriften nach sich zog. Karalahti behauptete daraufhin, er wolle in Hamburg einen Neuanfang starten und sein altes Leben durch starke Leistungen auf dem Eis sowie durch einen Sinneswandel vergessen machen. Obwohl er die Freezers eigentlich zur Saison 2009/10 in Richtung KHL verlassen wollte und er schon einen Vorvertrag bei Neftechimik Nischnekamsk unterschrieben hatte, entschied er sich doch für einen Verbleib in Hamburg.
2010 wechselte er zu den Espoo Blues, mit denen er das Playoff-Finale der SM-liiga sowie die Vizemeisterschaft erreichte. In 71 Saisonspielen trug Karalahti zu diesem Erfolg 35 Scorerpunkte bei. Im September 2011 wurde er vom HK Dinamo Minsk verpflichtet und agierte in der Saison 2012/13 als Mannschaftskapitän, ehe er im August 2013 nach Finnland zu Jokerit zurückkehrte. Für Jokerit erreichte er in der Saison 2013/14 35 Scorerpunkte und war damit punktbester Verteidiger der gesamten Liga. Zur Saison 2014/15 wurde Jokerit in die KHL aufgenommen und Karalahti wurde in 22 Partien eingesetzt, ehe er im November 2014 freigestellt wurde und zum HV71 nach Schweden wechselte. Dort beendete er im Sommer 2016 seine aktive Karriere.

## Erfolge und Auszeichnungen
- 1998 Finnischer Meister mit HIFK Helsinki
- 1999 Finnischer Vizemeister mit HIFK Helsinki
- 2011 Finnischer Vizemeister mit den Espoo Blues
- 2012 KHL All-Star Game

### International
- 1998 Silbermedaille bei der Weltmeisterschaft
- 1998 All-Star-Team der Weltmeisterschaft
- 1999 Silbermedaille bei der Weltmeisterschaft
- 1999 All-Star-Team der Weltmeisterschaft
- 2000 Bronzemedaille bei der Weltmeisterschaft
- 2014 Silbermedaille bei der Weltmeisterschaft

## Karrierestatistik

### International
(Legende zur Spielerstatistik: Sp oder GP = absolvierte Spiele; T oder G = erzielte Tore; V oder A = erzielte Assists; Pkt oder Pts = erzielte Scorerpunkte; SM oder PIM = erhaltene Strafminuten; +/− = Plus/Minus-Bilanz; PP = erzielte Überzahltore; SH = erzielte Unterzahltore; GW = erzielte Siegtore; 1 Play-downs/Relegation; Kursiv: Statistik nicht vollständig)